# Andrena astragali
Andrena astragali is een vliesvleugelig insect uit de familie Andrenidae. De wetenschappelijke naam van de soort is voor het eerst geldig gepubliceerd in 1914 door Viereck & Cockerell.
Deze zandbij komt voor in Noord-Amerika en is gespecialiseerd in de zeer giftige Lelieachtige Toxicoscordion venenosum en is mogelijk de enige bij die zijn gifstoffen kan verdragen.